# Scooby-Doo & Scrappy-Doo
Scooby-Doo & Scrappy-Doo (Scooby-Doo and Scrappy-Doo) è una serie animata statunitense prodotta da Hanna-Barbera, la quarta incentrata su Scooby-Doo. In Italia è stata trasmessa da Telearcobaleno per la prima volta dal 29 gennaio 1981. Il personaggio di Scrappy Doo appare per la prima volta in questa serie.

## Trama
I ragazzi della Mystery Inc viaggiano tra le città sul furgone di Mystery Machine per risolvere casi legati a fenomeni soprannaturali. Anche il nipote di Scooby, Scrappy-Doo, si è unito alla banda. A differenza dello zio, Scrappy, è impavido e desideroso di affrontare i fantasmi mostrando le sue zampe.

## Personaggi
La Misteri & Affini è la squadra protagonista della serie, composta da:
- Scoobert "Scooby" Doo: è un alano parlante, fifone e sempre affamato. Il suo migliore amico è Shaggy, e i due vengono "usati" dal resto della gang come esche per far abboccare il mostro del giorno in trappola.
- Norville "Shaggy" Rogers: è un ragazzo alto e snello con capelli castani e indossa sempre una maglietta verde e pantaloni rossi. Come il suo partner Scooby, ama mangiare ma è molto fifone.
- Frederick "Fred" Jones: è un ragazzo alto e dai possenti muscoli e molto coraggioso. Leader della gang, guida il "Furgoncino dei Misteri" verso nuove avventure. Ha i capelli biondi e veste una maglia bianca, blue jeans e un foulard arancione.
- Daphne Blake: è una giovane ragazza attraente che si caccia sempre nei guai. Suo padre sponsorizza la gang e le ha regalato il furgoncino. Ha i capelli rossi e una carnagione chiara. Veste un abito viola, calze e frontino color porpora e un foulard verde.
- Velma Dinkley: è una ragazza molto intelligente e saccente, cervellona del gruppo. Mettendo insieme gli indizi che trova, viene sempre a capo del mistero. Porta un maglione arancio e una gonna rossa.
- Scrappy Doo: è un cucciolo di alano, nipote di Scooby. Al contrario dello zio, Scrappy, è molto coraggioso e tende ad affrontare i mostri alzando i pugni e recitando la frase "Potere ai piccoli!".
- Mystery Machine: furgoncino che accompagna i ragazzi in ogni loro avventura.

## Doppiaggio
| Personaggio   | Doppiatore originale | Doppiatore italiano         |
| ------------- | -------------------- | --------------------------- |
| Scooby Doo    | Don Messick          | Giorgio Gusso               |
| Shaggy Rogers | Casey Kasem          | Sergio Di Stefano           |
| Fred Jones    | Frank Welker         | Danilo Bruni                |
| Daphne Blake  | Heather North        | Simona Ramieri              |
| Velma Dinkley | Patricia Stevens     | Lorenza Biella              |
| Scrappy Doo   | Don Messick          | Claudio De Angelis          |
| Nemici        |                      | Michele Kalamera (abituale) |

## Episodi
Ci fu una sola serie di 16 episodi.